# Depths of Wikipedia

Logotip de Depths of Wikipedia (logotip de la Viquipèdia amb una corona)

Depths of Wikipedia (que es podria traduir com "Profunditats de la Viquipèdia") és un projecte de difusió de continguts de la Viquipèdia a través de diferents xarxes socials. Creat per Annie Rauwerda el 2020, el compte destaca i comparteix fragments d'articles de la Viquipèdia anglesa sobre diferents temes, sempre amb un caràcter inusual, curiós, estrany, divertit, entretingut.

## Creació

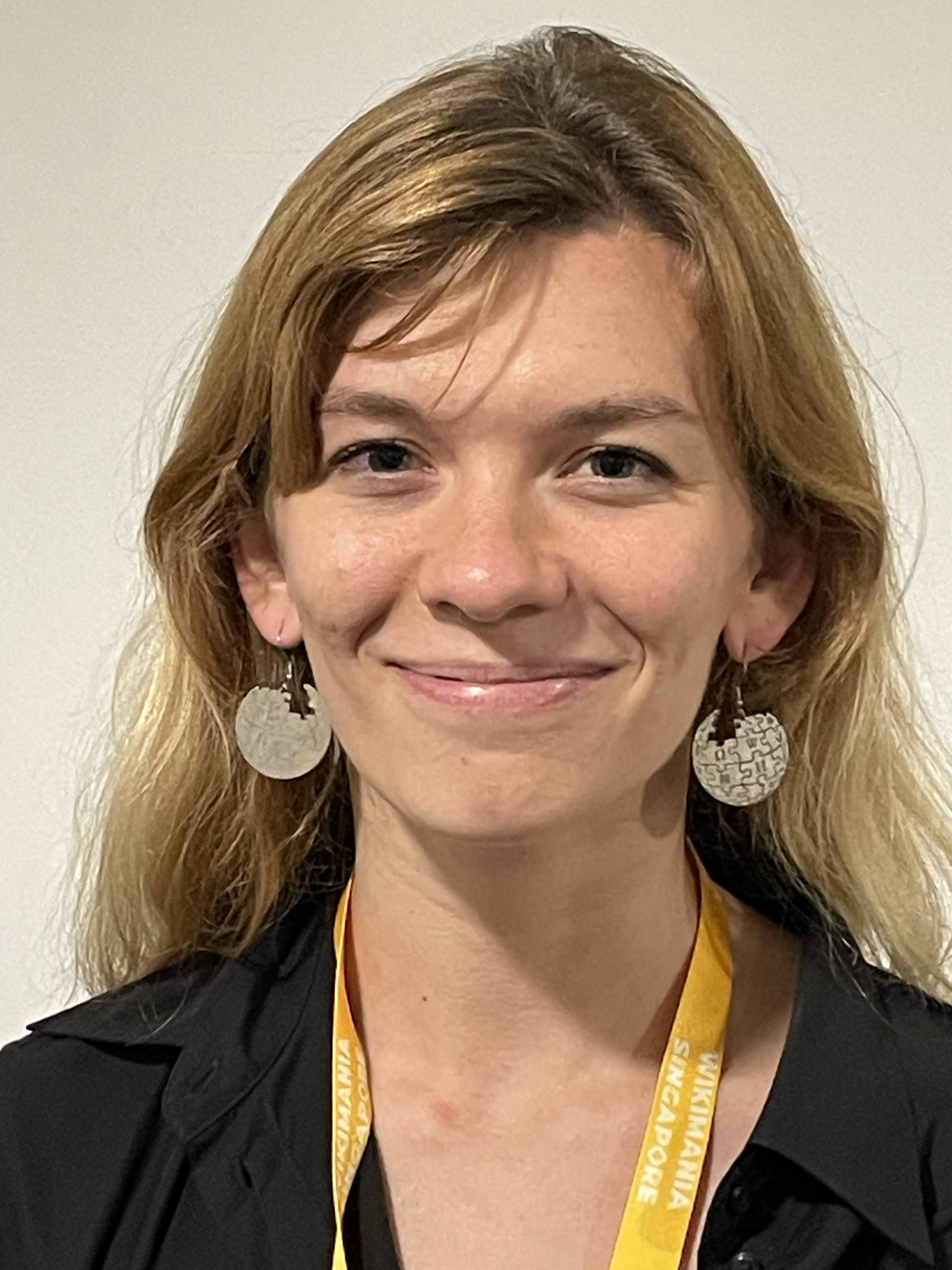
Annie Rauwerda el 2023 a Wikimania

Annie Rauwerda, graduada en neurociències a la Universitat de Michigan, va crear el compte d'Instagram Depths of Wikipedia l'abril de 2020 com a projecte personal a l'inici de la pandèmia de la COVID-19, amb la intenció de compartir fragments de la Viquipèdia anglesa entre els seus amics. Rauwerda s'havia interessat per la Viquipèdia abans de començar el projecte, després d'haver passat temps llegint-la quan era petita i jugant a Wiki Carreres (Wikiracing) amb els amics durant la secundària.
Després que el compte d'Instagram guanyés seguidors, Rauwerda va crear comptes de TikTok i Twitter amb el mateix nom, i va llançar un butlletí on es destaquen amb més detall les pàgines poc usuals de la Viquipèdia.

## Activitat
Depths of Wikipedia ha destacat articles o fragments d'articles inusuals, divertits, curiosos, etc. sobre temes diversos. Combinant el coneixement amb la cultura del mem d'internet.
Rauwerda rep sovint missatges de seguidors amb suggeriments d'articles, però selecciona quins publicar i quins no. L'octubre del 2021, va dir que rebia "probablement entre 30 i 50 propostes d'usuaris al dia".
Rauwerda també és editora de la Viquipèdia, i ha organitzat una editatona, per donar la benvinguda a noves contribucions a l'enciclopèdia reivindicant el valor de l'accés al coneixement i l'oportunitat de contribuir-hi. Actualment també organitza espectacles de comèdia en directe basats en curiositats de la Viquipèdia, com a part del desplegament mediàtic de Depths of Wikipedia.